# 楊樹平
楊樹平（1957年7月—），男，河南睢县人，中華人民共和國政治人物。中共中央党校研究生文化程度。

## 生平
1975年10月参加工作，任睢县朝古庙中学教师。
1978年3月至1982年1月，就读于河南大学中文系。
1982年1月加入中国共产党。1982年1月至1984年2月，担任河南省宁陵县阳驿乡乡长。
1984年2月至1998年12月，担任河南省委组织部组织处主任干事。
1998年12月至2001年3月，担任焦作市委组织部部长。
2001年3月至2008年3月，担任焦作市委副书记（2002年3月至2002年5月在中共中央党校全国第一期优秀选调生培训班学习）。
2008年4月担任三门峡市市长。2011年5月担任三门峡市委书记。

### 落马
2015年7月22日，河南省纪委监察厅宣布其因涉嫌严重违纪接受组织调查。这是中共十八大以来，河南被查处的第四位现职市委书记，之前落马的三位市委书记分别是：安阳原市委书记张笑东、驻马店原市委书记刘国庆和开封原市委书记祁金立。杨树平担任三门峡市委书记期间与时任市委副书记、市长赵海燕（女，在杨树平落马后接替其职务，2016年7月落马）长期不合，杨在落马前还曾与赵互相向上级纪检机关举报对方。
2018年4月25日，杨树平受贿案一审在河南省许昌市中级人民法院公开开庭审理，杨树平否认一切指控，声称遭到中共河南省委某领导和赵海燕的诬告陷害和打击报复，并遭到办案人员的刑讯逼供。10月25日，许昌市中级人民法院一审宣判，杨树平利用职务便利，单独或伙同他人收受财物共计折合人民币823万元（少于检方认定的933万元），依法以受贿罪判处有期徒刑12年，并处罚金人民币100万元。